# Bulgarische Eishockeyliga 1961/62
Die Saison 1961/62 war die zehnte Spielzeit der bulgarischen Eishockeyliga, der höchsten bulgarischen Eishockeyspielklasse. Meister wurde zum insgesamt siebten Mal in der Vereinsgeschichte Tscherweno sname Sofia, während Botew Ichtiman in die zweite Liga abstieg.

## Modus
In der Hauptrunde absolvierte jede der acht Mannschaften insgesamt sieben Spiele. Der Erstplatzierte der Hauptrunde wurde Meister, der Letztplatzierte stieg in die zweite Liga ab. Für einen Sieg erhielt jede Mannschaft zwei Punkte, bei einem Unentschieden gab es einen Punkt und bei einer Niederlage null Punkte.

## Hauptrunde
|    | Klub                   | Sp | S | U | N | Tore  | Punkte |
| -- | ---------------------- | -- | - | - | - | ----- | ------ |
| 1. | Tscherweno sname Sofia | 7  | 7 | 0 | 0 | 43:11 | 14     |
| 2. | ZDNA Sofia             | 7  | 5 | 0 | 2 | 29:10 | 10     |
| 3. | Akademik Sofia         | 7  | 5 | 0 | 2 | 23:10 | 10     |
| 4. | HK Slawia Sofia        | 7  | 4 | 0 | 3 | 20:13 | 8      |
| 5. | Lenin Pernik           | 7  | 4 | 0 | 3 | 19:14 | 8      |
| 6. | Lokomotive Sofia       | 7  | 3 | 0 | 4 | 11:17 | 6      |
| 7. | HK Lewski Sofia        | 7  | 1 | 0 | 6 | 10:23 | 2      |
| 8. | Botew Ichtiman         | 7  | 0 | 0 | 7 | 6:39  | 0      |

Sp = Spiele, S = Siege, U = unentschieden, N = Niederlagen, OTS = Overtime-Siege, OTN = Overtime-Niederlage, SOS = Penalty-Siege, SON = Penalty-Niederlage